# Leonard Doroftei
Leonard Dorin Doroftei lub Dorin Leonarda, (ur. 10 kwietnia 1970 w Ploeszti) – rumuński bokser wagi lekkiej i lekkopółśredniej.

## Kariera amatorska
W 1993 roku w Bursie został brązowym medalistą mistrzostw Europy w kategorii lekkopółśredniej. Na kolejnych mistrzostwach europy w Vejle zdobył złoty medal w kategorii lekkiej.
W 1995 roku na mistrzostwach świata amatorów w Belinie zdobył mistrzostwo świata w kategorii lekkiej.
W 1992 roku na letnich igrzyskach olimpijskich w Barcelonie w kategorii lekkopółśredniej zdobył brązowy medal. W 1996 roku na letnich igrzyskach olimpijskich w Atlancie zdobył brązowy medal w kategorii lekkiej.

## Kariera zawodowa
W 1997 roku został bokserem zawodowym. 5 stycznia 2002 roku stanął do walki o tytuł mistrza świata federacji WBA pokonał przez decyzję Raúla Balbiego 112-115, 114-113, 115-112. 17 maja 2003 roku stanął do walki o tytuł mistrza świata federacji IBF przeciwko Paulowi Spadaforze. Walka zakończyła się remisem 114-114, 115-113, 114-115. 24 października 2003 roku miało dojść do ostatniej w karierze obrony tytułu mistrza świata jednak na skutek przekroczenia wagi do walki nie doszło. Jego rekord to 22 wygrane (8 przez KO) 1 przegrana i 1 remis.